# En la plaza de mi pueblo
«En la plaza de mi pueblo» est un chant de lutte datant de la seconde république espagnole et prônant la redistribution des terres. Sa mélodie est issue d'une chanson populaire de 1931 attribuée à Federico Garcia Lorca, «El café de Chinitas». 

## Texte

### Original en espagnol
En la plaza de mi pueblo
dijo el jornalero al amo:
"nuestros hijos nacerán
con el puño levantado".
Y esta tierra, que no es mía,
esta tierra, que es del amo,
la riego con mi sudor
la trabajo con mis manos.
Pero dime, compañero,
si estas tierras son del amo,
¿por qué nunca le hemos visto
trabajando en el arado?
Con mi arado abro los surcos
con mi arado escribo yo
paginas sobre la tierra
de miseria y de sudor.

### Traduction en français
Sur la place de mon village,
dit le journalier au maître :
« nos enfants naîtront
avec le poing levé ».
Et cette terre, qui n'est pas la mienne,
cette terre, qui est celle du maître,
je l'arrose avec ma sueur,
je la travaille avec mes mains.
Mais dis moi, camarade,
si ces terres sont celles du maître,
pourquoi nous ne l'avons jamais vu
travaillant la charrue ?
Avec mon soc, moi j'ouvre les sillons
avec mon soc, moi seul écris
des pages sur cette terre
de misère et de sueur.